# Avions Voisin C3
Pour les articles homonymes, voir Avions Voisin et C3.
Une Avions Voisin C3 ou Voisin C3 ou Avions Voisin Type C3 est une voiture de l'ancien avionneur et constructeur automobile français Avions Voisin. Présentée au Salon de l'Auto de Paris 1921, produite à environ 1 700 exemplaires jusqu'en 1926,.

## Histoire
À la fin de la Première Guerre mondiale, Gabriel Voisin reconverti son industrie française pionnière de constructeur d'avion Voisin frères d'Issy-les-Moulineaux près de Paris, en industrie de voiture de prestige Avions Voisin, pour concurrencer les marques d’élite de l'époque Bugatti, Hispano-Suiza, Isotta Fraschini, Bentley, et autres Rolls-Royce…

Quelques modèles
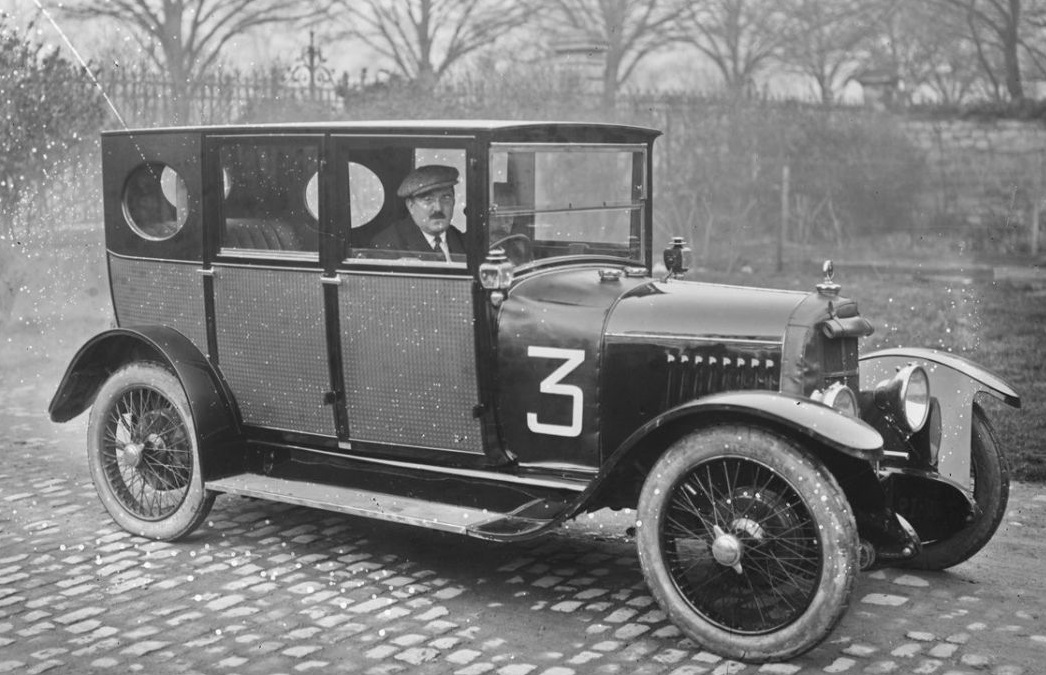
C4 Berline (variante)
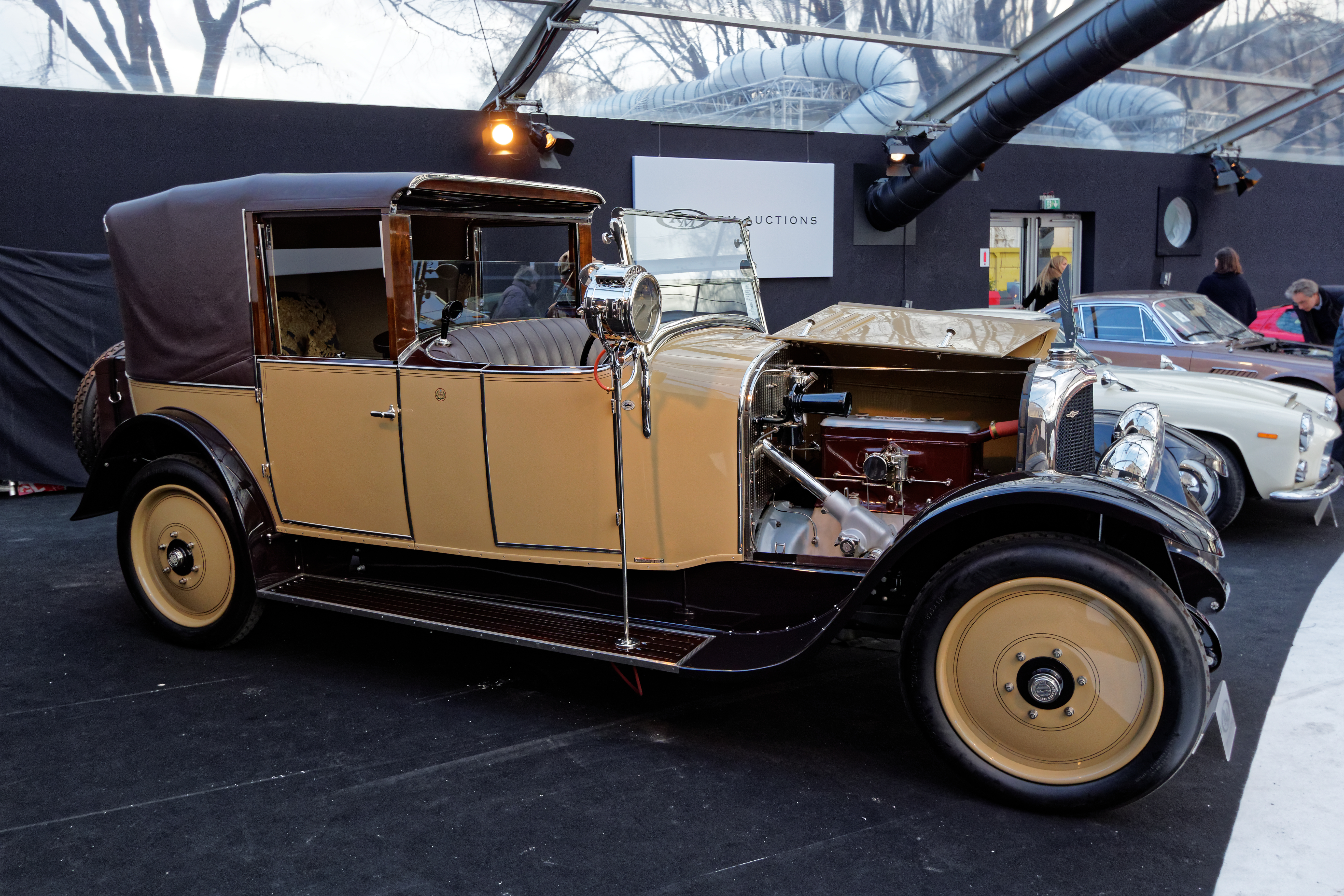
Coupé de Ville by Rothschild et Fils (1925)
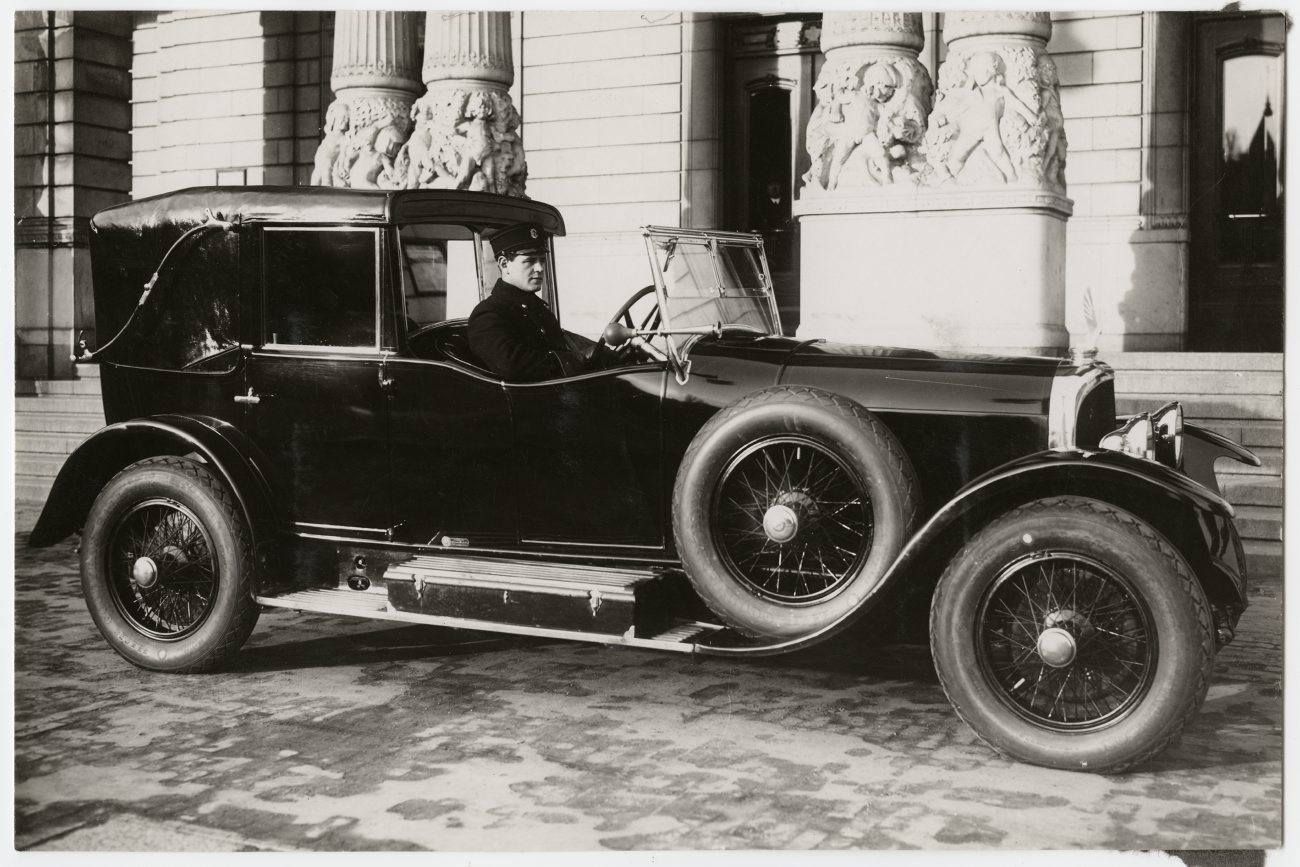
Coupé de Ville

Gabriel Voisin conçoit ce modèle C3 pour succéder à son modèle Avions Voisin C1 (vendu à 1 200 exemplaires entre 1919 à 1924) dont il reprend le châssis-moteur, avec amélioration des amortisseurs à lames et du système de freins à tambour aux 4 roues, et calandre et bouchon de radiateur Art déco de la marque.

### Motorisation
La C3 est motorisée par un moteur de 4 cylindres en ligne des modèles C1 de 4 L pour 75 ch, poussé à 80 ch pour 130 km/h de vitesse de pointe, et 120 ch pour la version sport (moteur de type Knight (en) à chemises coulissantes, sans soupapes, particulièrement fiable et silencieux).

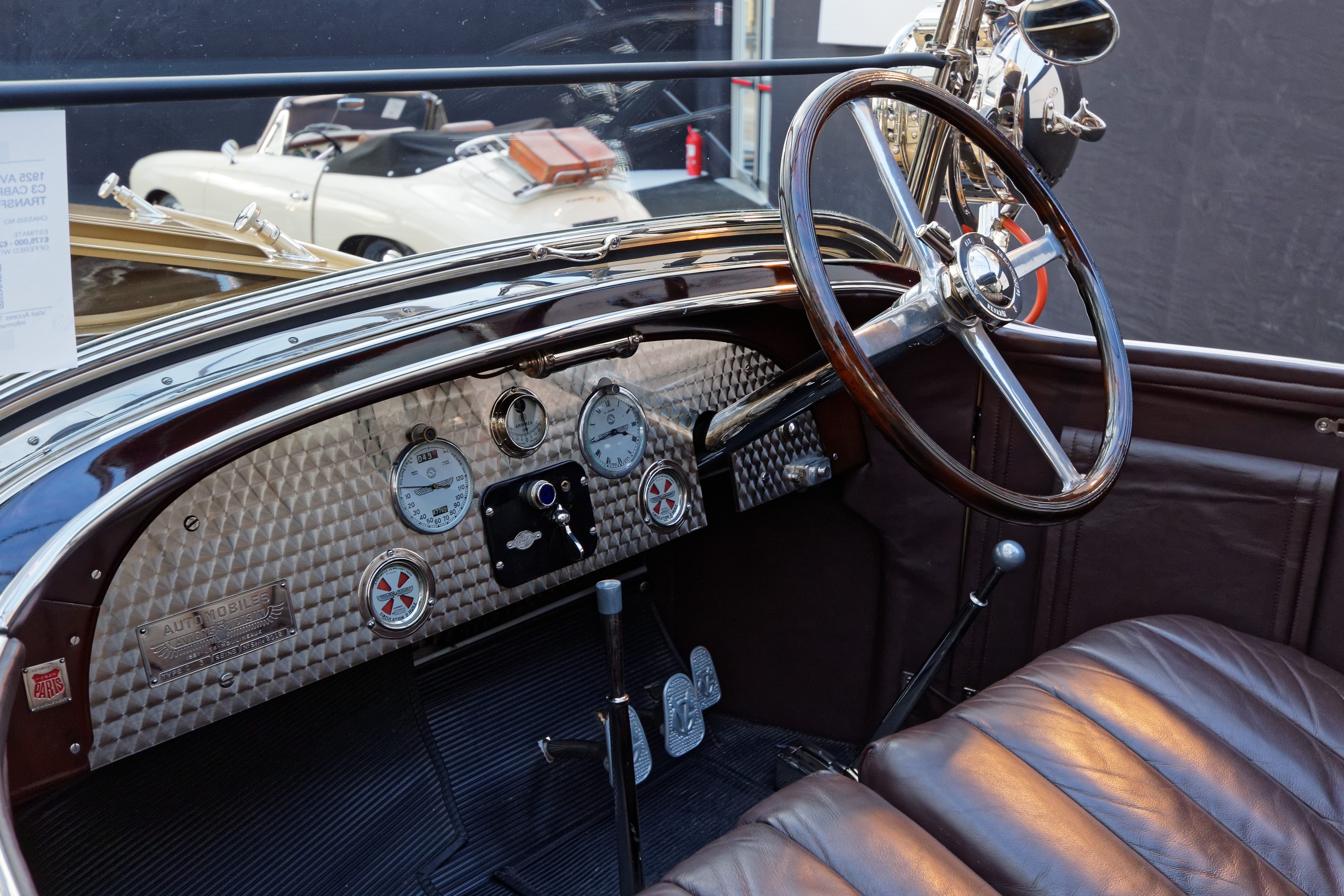
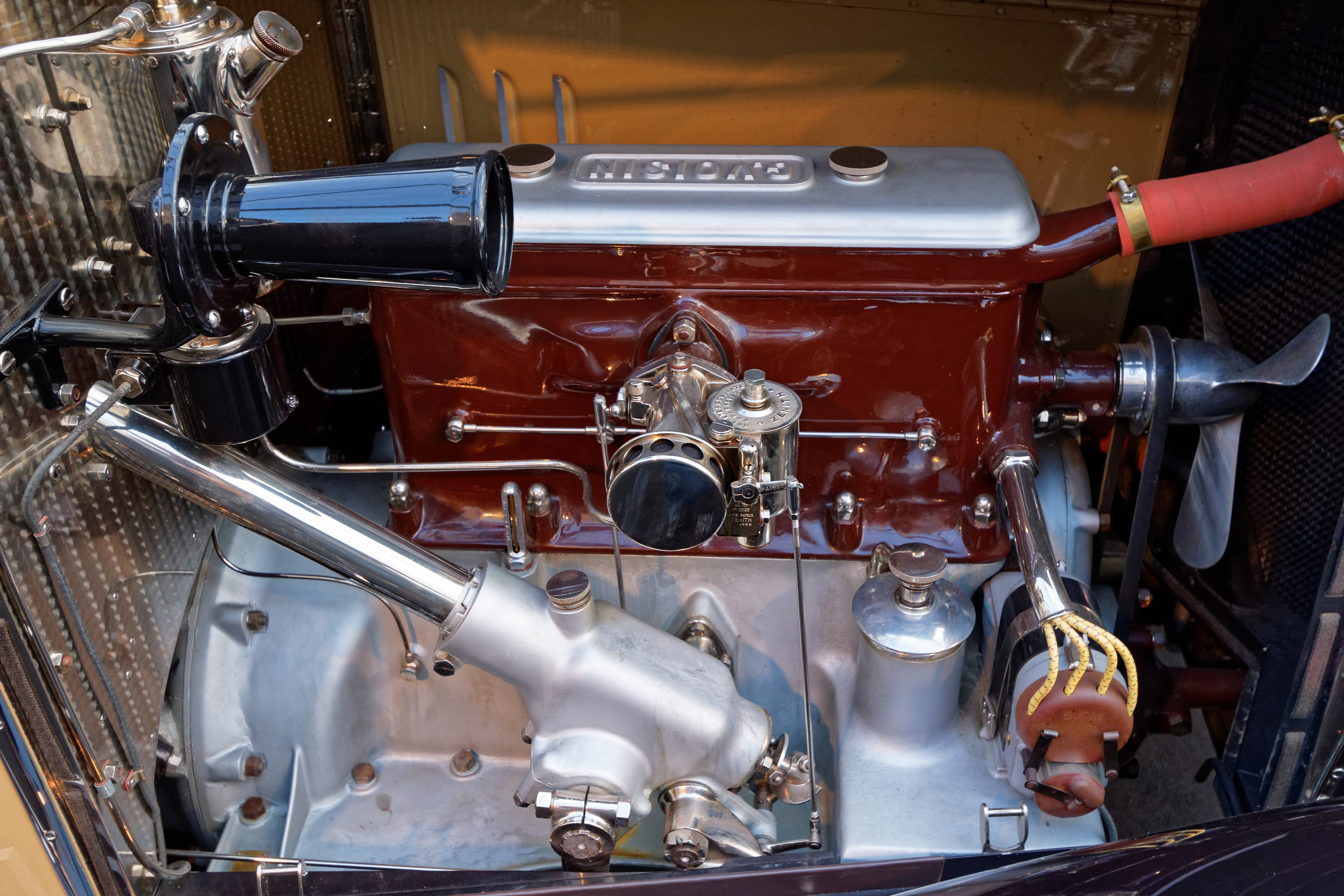

## Compétition
La version C3 S (Torpédo Sport) de 120 ch remporte de nombreuses courses automobiles, dont le triplé au Grand Prix de l'Automobile Club de France 1922 de Strasbourg « catégorie tourisme » (1re, 2e, 3e et 5e places) avec Henri Rougier, qui valent à la marque un important succès commercial.

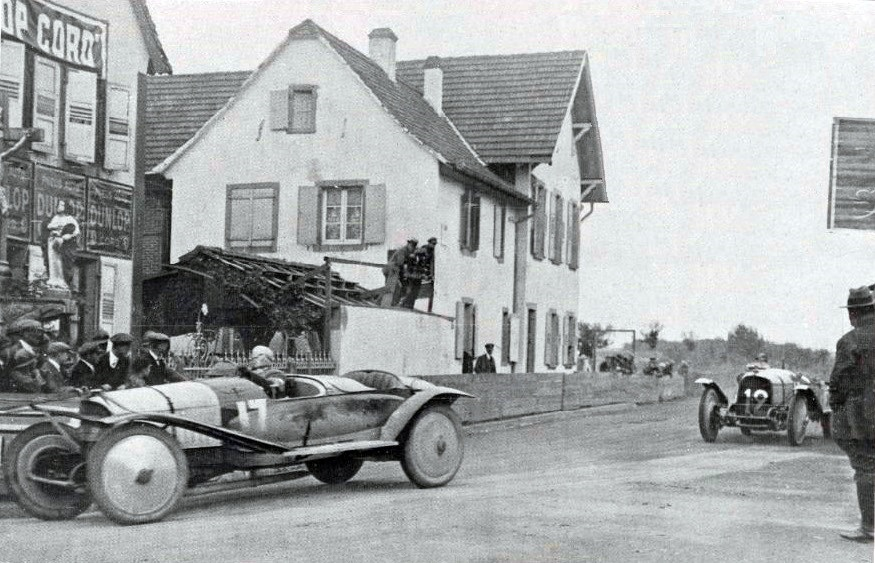
Grand Prix automobile de France 1922, catégorie Tourisme
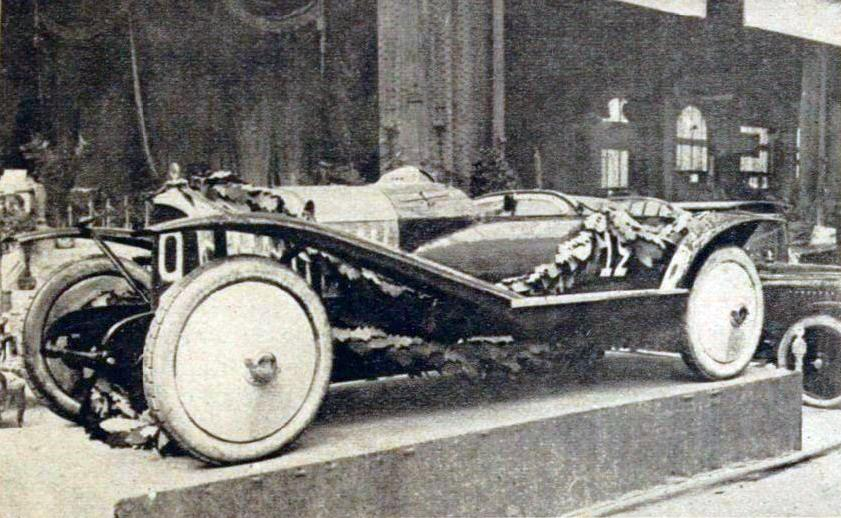
C3 Sport triple victorieuse du Grand Prix automobile de France 1922 (catégorie Tourisme) avec le pilote Henri Rougier
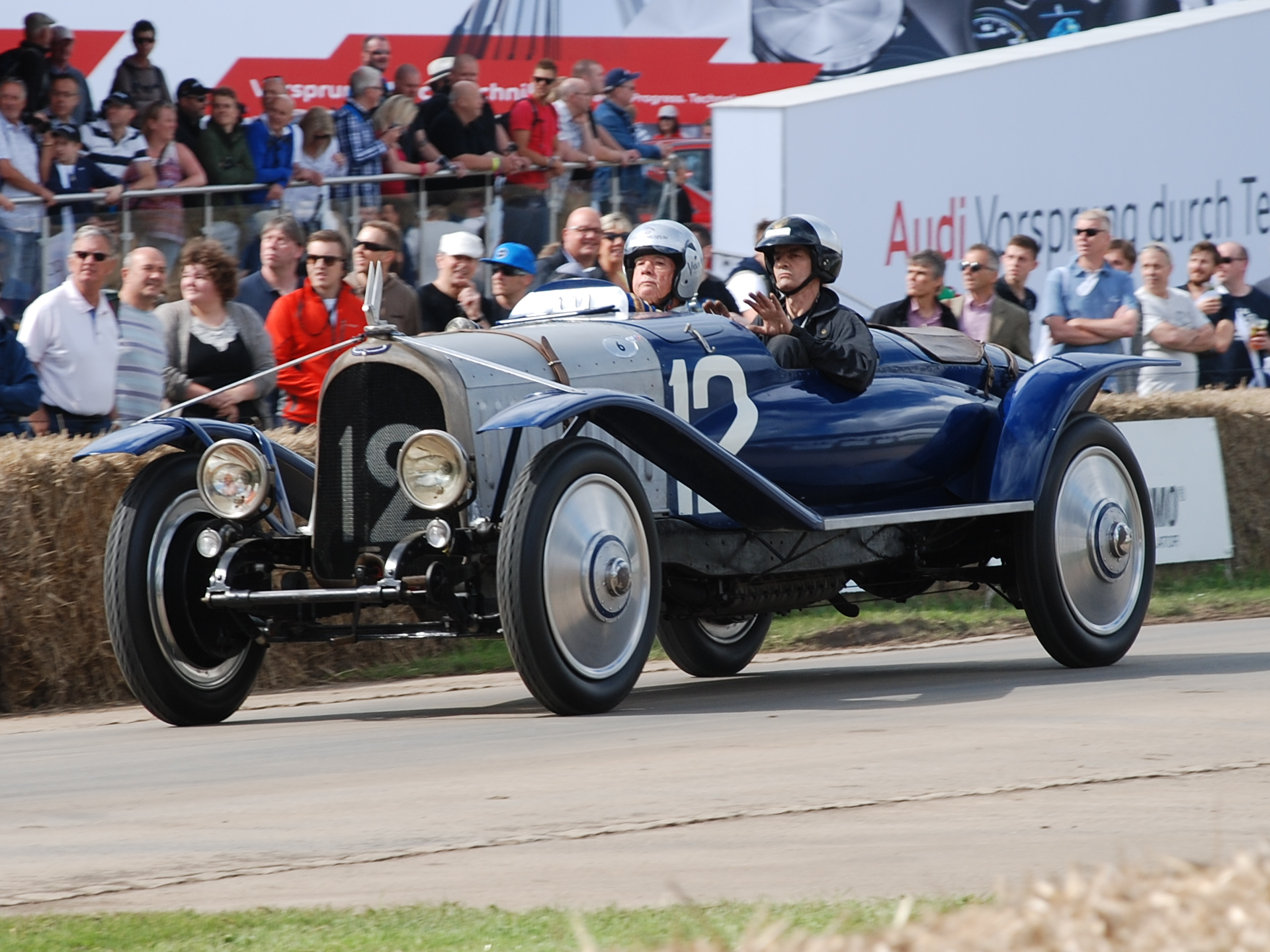
C3 « Strasbourg » (réplica) au Festival de vitesse de Goodwood 2016
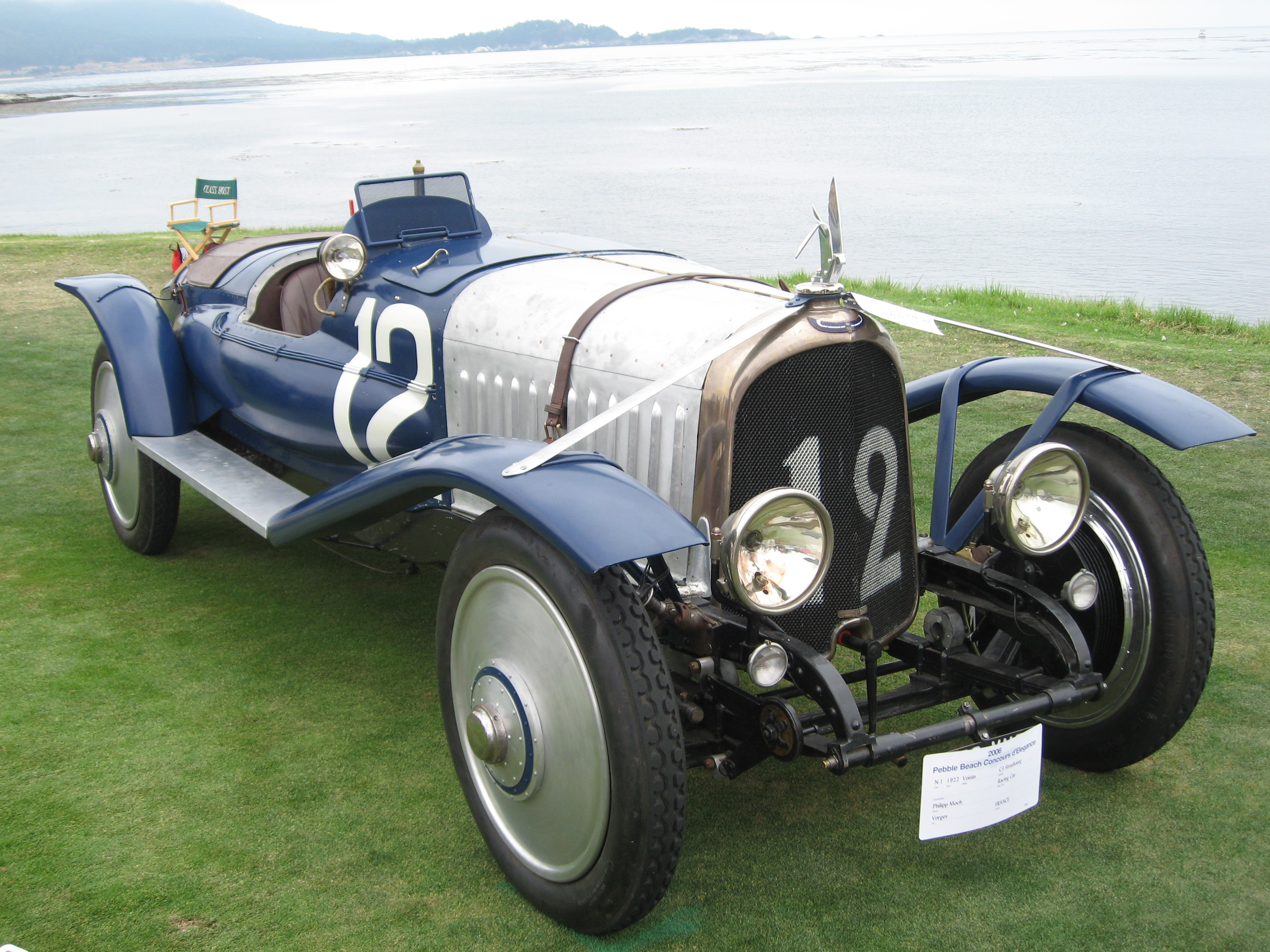
C3 « Strasbourg » (réplica) au Pebble Beach Concours d'Elegance en Californie